# Чернолика овесарка
Чернолика овесарка (Emberiza spodocephala) е вид птица от семейство Овесаркови (Emberizidae).

## Разпространение и местообитание
Разпространен е във Виетнам, Индия, Китай, Лаос, Мианмар, Монголия, Непал, Русия, Северна Корея, Тайланд, Хонконг, Южна Корея и Япония.